# Nucșoara (Argeș)
Nucșoara ist eine Gemeinde im Kreis Argeș in der Großen Walachei in Rumänien.

## Geographische Lage

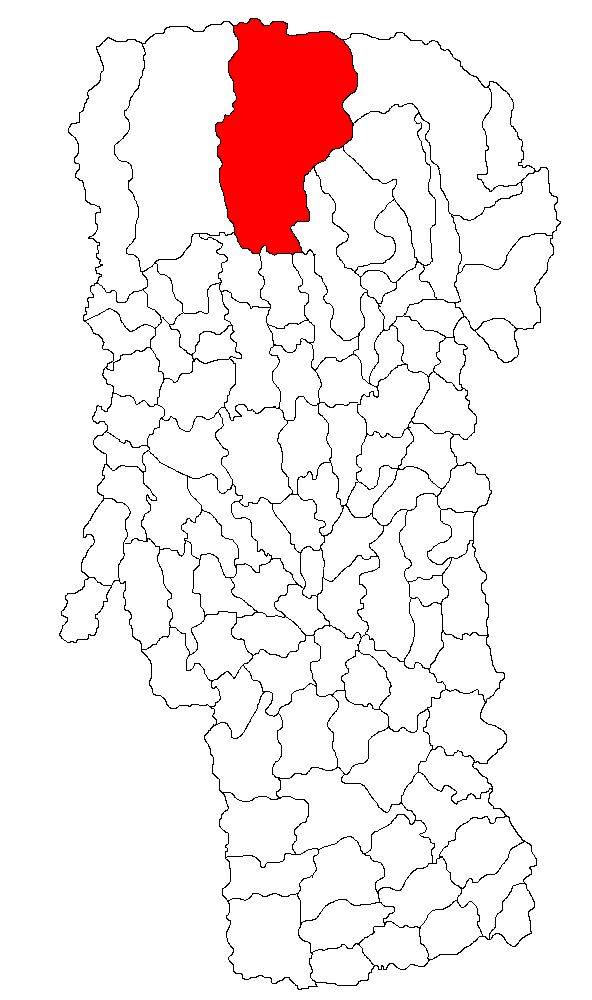
Lage der Gemeinde Nucșoara im Kreis Argeș

Die Gemeinde Nucșoara liegt im Südwesten des Iezer-Păpușa-Gebirges, eines Gebirgszuges der Südkarpaten (Carpații Meridionali), im Tal des Doamnei-Flusses (Râul Doamnei). Im Norden des Kreises Argeș gelegen, befindet sich der Ort Nucșoara circa zwei Kilometer westlich der Kreisstraße (Drum județean) DJ 731, etwa 40 Kilometer (23 km Luftlinie) nordöstlich von Curtea de Argeș; die Kreishauptstadt Pitești liegt circa 79 Kilometer südlich von Nucșoara entfernt.

## Geschichte
Der Ort Nucșoara wurde erstmals 1547 urkundlich erwähnt. Das Areal der Gemeinde war im Besitz von Adelsfamilien, wurde von diesen an die Kloster von Argeș und Brădetu abgegeben.
Mit Beginn der Unruhen im 18. Jahrhundert – des Bauernaufstandes von 1784 –, fliehen viele rumänische Leibeigene aus den Randgebieten Siebenbürgens in die Walachei und siedelten sich auch hier in Nucșoara an, wo sie auch frühzeitig die Sitten und Bräuche der einheimischen Bevölkerung annahmen.
Das 2,5 Kilometer südwestlich vom Gemeindesitz entfernte, ehemals Secături (deutsch „Trockenheit“ oder auch „Hohlkopf“) genannte Dorf wurde 1965 in Gruiu umbenannt. Auf dem Gebiet dieses Dorfes sind immer wieder Erdrutsche wie der im Dezember 2010 zu bemerken.

## Bevölkerung
Bei der Volkszählung 2002 wurden auf dem Gebiet der Gemeinde 1720 Einwohner gezählt.
Die Hauptbeschäftigung der Bevölkerung sind die Schäferei, die Forstwirtschaft und die Holzverarbeitung.

## Sehenswürdigkeiten
- Der Învârtita-See (Lacul Învârtita),[7] im 19. Jahrhundert im Gipsboden entstanden (ein Erdfall), hat eine Fläche von 2,2 Hektar und ist etwa fünf Meter tief.[5]
- Die orthodoxe Kirche Intrarea în Biserică, 1890 errichtet, sowie die Steinkreuze im Garten von Maria Banu (1729 errichtet) und jenes neben der Arztpraxis (1760 errichtet) stehen unter Denkmalschutz.[8]